# Церковь Валь-де-Грас
Церковь Нотр-Дам-дю-Валь-де-Грас (фр. Église Notre-Dame du Val-de-Grâce — «Церковь Мадонны в долине Благодати»), чаще называемая коротко Валь-де-Грас — по названию бенедиктинской общины, а затем аббатства, располагавшегося на этом месте. Римско-католический храм в V округе Парижа, недалеко от Пантеона; яркий пример классицистически-барочного «стиля Людовика XIV». Храм принадлежит Военному ординариату Франции и является действующим (службы проходят по воскресеньям). С октября по июнь в нём проходят бесплатные органные концерты.

## История строительства церкви
Церковь (позднее собор) является частью бывшего аббатства Валь-де-Грас, построенного в XVII веке по распоряжению королевы Анны Австрийской. Ораториум женского бенедиктинского монастыря был построен здесь в 1611 году. Анна Австрийская, которая в течение двадцати трёх лет оставалась бездетной, часто посещала это место для уединённых молитв о рождении наследника. Наконец в 1638 году родился будущий король Франции Людовик XIV, прозванный «Луи-Богоданным» (Louis-Dieudonné). В честь этого события заложили церковь. Её строительство поручили архитектору Франсуа Мансару. В 1645 году сам дофин заложил первый камень. Однако Мансар, как и во многих других случаях, был столь медлителен, что в 1646 году от его услуг отказались, и храм достраивал Первый архитектор короля Жак Лемерсье по частично изменённым планам Мансара. Лемерсье скончался в 1654 году, не закончив строительство. Постройка была завершена в 1667 году архитекторами Пьером Ле Мюэ и Габриэлем Ле Дюком. Храм был освящён в 1710 году, когда королю исполнилось семьдесят два года.
В период французской революции аббатство Валь-де-Грас пережило судьбу многих других парижских монастырей. В 1790 году оно было закрыто, мебель конфискована, был снесён орган и разобран главный алтарь. Церковь сохранилась как памятник архитектуры, а аббатство в 1793 году передали в собственность службы здравоохранения, с целью превратить его в военный госпиталь.
Некоторое время помещение церкви использовали в качестве склада одежды и вещей для военных госпиталей. После реставрации здания 1818—1819 годов в 1826 году возобновились богослужения. С 1795 года и по настоящее время в бывшем монастырском комплексе располагаются госпиталь Валь-де-Грас, с 1850 года военно-медицинская школа и Музей медицинской службы армии.

## Архитектура
Церковь Валь-де-Грас встроена в каре зданий госпиталя. Это самое барочное церковное сооружение Франции, хотя и весьма далёкое от стиля итальянского барокко. В основе композиции план в виде латинского креста. Значительно удлинённый правый рукав трансепта соединяет храм с клуатром бывшего монастыря. Фасад следует, согласно решениям Тридентского собора, концепции римских барочных церквей ордена иезуитов, или стиля трентино, но огромный барабан над средокрестием с непропорционально великим куполом, несколько напоминающий купол Коллежа Четырёх Наций Л. Лево (1668), придаёт архитектуре храма региональное своеобразие.
Композиция «римского» фасада аналогична тем, что создавал Ж. Лемерсье в церкви Сорбонны (1635—1642) и Ж. Ардуэн-Мансар в соборе Дома инвалидов (1693—1706). Фасад образован двумя ярусами: первый имеет сильно выдвинутый вперёд портик со сдвоенными колоннами коринфского ордера (что несколько нарушает римскую традицию), над которым расположен треугольный фронтон; второй ярус также имеет треугольный фронтон и две большие волюты по сторонам. Раскрепованный антаблемент и разорванный фронтон верхнего яруса усиливают общую барочность фасада церкви.
О посвящении церкви Деве Марии в благодарность за то, что небеса подарили королеве наследника престола, свидетельствует латинская надпись на фризе входного портика: «IESU NASCENTI VIRGINIQ (UE) MATRI» (Эта церковь посвящена родившемуся Иисусу и его матери Деве). Аллегория прочитывается легко: Иисуса почитают как давно ожидаемого ребёнка (будущего Людовика XIV), а Марию как мать (Анну Австрийскую).

## Интерьер церкви
Над главным алтарём церкви устроен балдахин с шестью витыми колоннами из мрамора, напоминающими колонны балдахина собора Святого Петра в Риме, но верхняя часть, сделанная наподобие ажурной золочёной колонны, вполне оригинальна. Известно, что королева обратилась с просьбой спроектировать алтарный киворий к Дж. Л. Бернини, автору такого же сооружения в соборе Святого Петра, но в конечном итоге работу выполнил Габриэль Ле Дюк.
Статуи и барельефы алтаря созданы братьями Ангье (Мишелем и Франсуа). Мишель Ангье выполнил из мрамора центральную композицию: «Рождество Христа» (1665), также свидетельствующую об обете королевы. Условия были таковы: «Три фигурки рождественского презепио („детских яслей“) величайшей естественности, Младенец Иисус, лежащий в яслях, Богородица и Святой Иосиф в молитвенном и благочестивом состоянии» (Тrois figures de la crèche d’un grand naturel, l’Enfant Jésus d’attitude couchée en une crèche, la Vierge et saint Joseph d’attitude priante et dévote).
В годы революции балдахин сохранился, но алтарную группу Рождества спрятали в депо Пти-Огюстен. В 1805 году так называемое «Рождество Валь-де-Грас» (Nativité du Val-de-Grâce) перенесли в церковь Сен-Рок. Позднее император Наполеон III повелел восстановить главный алтарь церкви Валь-де-Грас, но приходской священник церкви Сен-Рок отказался вернуть композицию «Рождества», и было решено сделать копию, которую и сейчас можно увидеть в церкви. Другую копию можно найти в Невиле, Квебек, в церкви Сен-Франсуа-де-Саль.
По сторонам главного нефа расположены капеллы: Людовика Святого (справа), Святой Анны (слева), ранее (до разорений революционного времени) там находились захоронения членов королевских семей. Свод купола в 1663 году расписал фреской живописец Пьер Миньяр на тему «Слава блаженных» (La Gloire des Bienheureux). Композиция из двухсот фигур (каждая в три человеческих роста), персонажей Ветхого и Нового Завета, представляет Триумф католической церкви. В церкви также находятся шесть картин Филиппа де Шампаня.